# Казахская письменность
Для записи казахского языка в прошлом использовались алфавиты разнообразных систем, в современности действующими являются алфавиты на следующих основах:
- Алфавит на основе кириллицы[a] официально используется с 1940 года. Он используется казахской ирредентой[b] в Кыргызстане, России, Туркменистане и Узбекистане, а также в Монголии[c] и диаспорой в других странах бывшего СССР.
- Алфавит на латинской основе был официально утверждён[d] в 2017 году в Республике Казахстан. Переход на этот алфавит планировалось осуществить в течение 2017—2025 годов[2]. Ранее, в 1929—1940 годах на территории СССР и Монголии применялся Яналиф[e], в КНР в 1964—1984 годах применялась латиница на основе пиньиня. Некоторыми сообществами также применялись неофициальные латинские алфавиты[f].
- Арабица использовалась до XX века на территории Казахстана, а сейчас официально используется в КНР[g], а также казахской диаспорой в Афганистане, Иране и Пакистане.

## Действующие официальные алфавиты

### Кириллическая графика
Казахский алфавит на кириллической графике — алфавит на основе кириллицы, используемый в Казахстане и Монголии. Этот алфавит, разработанный С. А. Аманжоловым и принятый в 1940 году, содержит 42 буквы. Первоначальный проект не содержал буквы Һ һ. В 1951 году буква Ӯ была заменена на Ұ, а в 1957 году была введена буква Ё. До 1957 года специфические казахские буквы располагались в конце алфавита после собственно русских.
| А а | Ә ә | Б б | В в | Г г | Ғ ғ | Д д | Е е | Ё ё |
| Ж ж | З з | И и | Й й | К к | Қ қ | Л л | М м | Н н |
| Ң ң | О о | Ө ө | П п | Р р | С с | Т т | У у | Ұ ұ |
| Ү ү | Ф ф | Х х | Һ һ | Ц ц | Ч ч | Ш ш | Щ щ | Ъ ъ |
| Ы ы | І і | Ь ь | Э э | Ю ю | Я я |     |     |     |

#### Орфография и орфоэпия
Следующие буквы обозначают пары гласных переднего и заднего ряда (называемые «мягкими» или «узкими» и «твёрдыми» или «широкими» соответственно):
- Е — А (в арабо-персидских заимствованиях также есть пара Ә — А)
- Ө — О
- Ү — Ұ
- І — Ы

Буквы І и Ы обозначают звуки, подобные старославянским (до падения редуцированных) Ь и Ъ. Буква И обозначает псевдодифтонги [ЫЙ], [ІЙ]. Буква У обозначает неслоговой звук, подобный белорусскому [Ў], и псевдодифтонги [ҰУ], [ҮУ], [ЫУ], [ІУ]. Буквы Ю и Я также являются псевдодифтонгами ([ЙҮУ], [ЙҰУ] и [ЙА] соответственно), так как входящие в них звуки могут относиться к разным морфемам — например, как в слове ою — вырезать, [ОЙҰУ], где [ОЙ-] — корень, а [-ҰУ] — аффикс. Буквы Ғ и Қ передают позиционные аллофоны букв Г и К, так как при буквах Г и К встречаются только буквы гласных переднего ряда, а при Ғ и Қ — только гласные заднего. Буква Щ обозначает удвоенную Ш и используется орфографически, помимо заимствований, также в словах ащы «горький», тұщы «пресный», кеще «бестолковый» (произносимые как [АШШЫ], [ТҰШШЫ], [КЕШШЕ]) и производных от них.
Буквы В, Ё, Ф, Ц, Ч, Ъ, Ь и Э в исконно казахских словах не употребляются. Буквы Ё, Ц, Ч, Ъ, Ь и Э используются только в заимствованных из русского языка или через русский язык словах, которые пишутся в соответствии с правилами русской орфографии.
Буква Е в абсолютном начале слова произносится как дифтонгоид [ʲe]. Буквы О и Ө в абсолютном начале слова могут произноситься как дифтонгоиды [ʷo] и [ʷɵ] соответственно. В словах, начинающихся на Л- или Р-, а также заимствованных со стяжением согласных в начале слова, перед ними возникают протетические звуки І и Ы — например, лақ «козлёнок» произносится как [ЫЛАҚ], шкаф «шкаф» произносится как [ІШКӘП]. Буквы К и Қ в позиции между гласными (в том числе и Й) в исконных словах, как правило, озвончаются — например, айқай — крик произносится как [АЙҒАЙ]. По-особому дело обстоит с названиями стран на -стан — например, Қазақстан, Өзбекстан произносятся как [ҚАЗАҒЫСТАН], [ӨЗБЕГІСТАН] с появлением протетической гласной, но Пәкістан произносится без интервокального озвончения. Буквы Н и Ң перед Б и П произносятся как [М] — например, жаңбыр «дождь» произносится как [ЖАМБЫР], сенбі «суббота» произносится как [СЕМБІ]. Буква Х в разговорном языке произносится как [Қ]. Буква Һ используется только в арабо-персидских заимствованиях и зачастую произносится как [Х] или [Қ].
Поскольку ударение почти всегда приходится на последний слог, на письме оно не отображается.

#### Кодировки
Набор казахского текста на клавиатуре до распространения операционных систем и текстовых редакторов с поддержкой Юникода был зачастую неудобен из-за проблем с 8-битными кодировками казахского алфавита, которые не поддерживались на уровне системы, и отсутствия стандартных компьютерных шрифтов. В связи с этим было предложено более 20 вариантов 8-битных кодировок казахской кириллицы.
Были приняты соответствующие государственные стандарты 8-битных (однобайтовых) кодировок: РСТ КазССР 920—91 для DOS (модификация альтернативной кодировки) и СТ РК 1048—2002 для Microsoft Windows (модификация кодовой страницы Windows-1251, зарегистрированная в 2006 году в IANA под названием KZ-1048, с алиасами STRK1048-2002 и RK1048).
|    | .0        | .1     | .2     | .3     | .4     | .5     | .6     | .7     | .8     | .9     | .A     | .B     | .C     | .D       | .E     | .F     |
| 8. | ⁠Ђ 0402    | ⁠Ѓ 0403 | ⁠‚ 201A | ⁠ѓ 0453 | ⁠„ 201E | ⁠… 2026 | ⁠† 2020 | ⁠‡ 2021 | ⁠€ 20AC | ⁠‰ 2030 | ⁠Љ 0409 | ⁠‹ 2039 | ⁠Њ 040A | ⁠Қ 049A   | ⁠Һ 04BA | ⁠Џ 040F |
| 9. | ⁠ђ 0452    | ⁠‘ 2018 | ⁠’ 2019 | ⁠“ 201C | ⁠” 201D | ⁠• 2022 | ⁠– 2013 | ⁠— 2014 |        | ⁠™ 2122 | ⁠љ 0459 | ⁠› 203A | ⁠њ 045A | ⁠қ 049B   | ⁠һ 04BB | ⁠џ 045F |
| A. | ⁠NBSP 00A0 | ⁠Ұ 04B0 | ⁠ұ 04B1 | ⁠Ә 04D8 | ⁠¤ 00A4 | ⁠Ө 04E8 | ⁠¦ 00A6 | ⁠§ 00A7 | ⁠Ё 0401 | ⁠© 00A9 | ⁠Ғ 0492 | ⁠« 00AB | ⁠¬ 00AC | ⁠SHY 00AD | ⁠® 00AE | ⁠Ү 04AE |
| B. | ⁠° 00B0    | ⁠± 00B1 | ⁠І 0406 | ⁠і 0456 | ⁠ө 04E9 | ⁠µ 00B5 | ⁠¶ 00B6 | ⁠· 00B7 | ⁠ё 0451 | ⁠№ 2116 | ⁠ғ 0493 | ⁠» 00BB | ⁠ә 04D9 | ⁠Ң 04A2   | ⁠ң 04A3 | ⁠ү 04AF |

Тем не менее, эти стандарты не получили поддержки на уровне операционной системы и требовали установки сторонних драйверов, которые конфликтовали с имеющимися в системе кодовыми страницами. Они получили крайне ограниченное применение. Кодировку KZ-1048 в 2000-е годы использовали некоторые Интернет-ресурсы, в основном государственные, — в частности, информационное агентство QazAqparat. В настоящее время повсеместно применяется кодировка UTF-8.

#### Раскладка клавиатуры
Казахская клавиатурная раскладка была создана на основе машинописного варианта русской раскладки ЙЦУКЕН (в казахской машинописной раскладке позиции символов значительно отличались от позднейшей компьютерной) и закреплена стандартом РСТ КазССР 903—90. Она поставляется с операционными системами, поддерживающими Юникод: Windows NT с версии 5.0 и GNU/Linux.

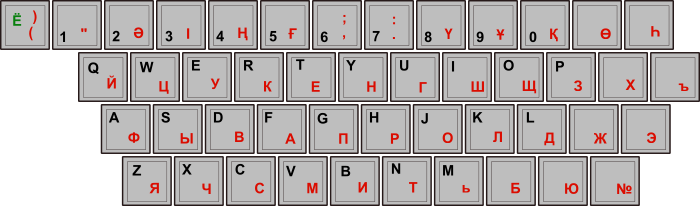
Казахская клавиатурная раскладка

Специфические казахские буквы расположены на месте основного цифрового диапазона. Вследствие этого в стандартной раскладке не нашлось места для ряда распространённых небуквенных символов, а также для буквы Ё, которая набирается при переключении на русскую раскладку. Для ввода цифр и символов /, *, -, + используется вспомогательная цифровая клавиатура (дополнительная зона клавиатуры), а также (при отсутствии таковой, например в ноутбуках, нетбуках или других устройствах с компактной клавиатурой) русская или английская раскладки.

### Латинская графика
Казахский алфавит на латинской графике — версия 1 утверждена 26 октября 2017 года указом президента Казахстана в соответствии с проектом перехода казахского алфавита на латиницу, представленным 9 октября 2017 года. Звуки, не обозначаемые в основной латинице, вводились с помощью апострофов. 19 февраля 2018 года в этот указ были внесены изменения в части алфавита. В версии 2 вместо апострофов вводился надбуквенный диакритический знак акут как в действующей версии каракалпакской латиницы. 28 января 2021 года премьер-министр Аскар Мамин провёл заседание Национальной комиссии по переводу алфавита казахского языка на латинскую графику, где представили новую версию 3 казахского алфавита на латинице. Согласно заявлению властей, его выбрали более чем из 40 вариантов. Для дополнительных букв используются надбуквенные знаки умляут, макрон, бреве, тильда и подбуквенный знак седиль. Поэтапный переход на новый алфавит планировался с 2023 года по 2031 год, однако Президент К-Ж. Токаев подверг критике идею латинизации в нынешнем виде и отправил законопроект на доработку.

#### Казахский алфавит на латинской графике от 19 февраля 2018 года
| A a | Á á | B b | D d   | E e   | F f | G g | Ǵ ǵ | H h |
| I i | I ı | J j | K k   | L l   | M m | N n | Ń ń | O o |
| Ó ó | P p | Q q | R r   | S s   | T t | U u | Ú ú | V v |
| Y y | Ý ý | Z z | Sh sh | Ch ch |     |     |     |     |

#### Казахский алфавит на латинской графике от 28 января 2021 года
| A a (А а)      | Ä ä (Ә ә) | B b (Б б)      | D d (Д д) | E e (Е е) | F f (Ф ф) | G g (Г г) | Ğ ğ (Ғ ғ) |
| H h (Х х, Һ һ) | I ı (І і) | İ i (Й й, И и) | J j (Ж ж) | K k (К к) | L l (Л л) | M m (М м) | N n (Н н) |
| Ñ ñ (Ң ң)      | O o (О о) | Ö ö (Ө ө)      | P p (П п) | Q q (Қ қ) | R r (Р р) | S s (С с) | Ş ş (Ш ш) |
| T t (Т т)      | U u (У у) | Ū ū (Ұ ұ)      | Ü ü (Ү ү) | V v (В в) | Y y (Ы ы) | Z z (З з) |           |

Примечание: официальные документы не различают буквы ı и i при капитализации (обе выглядят, как I). (См. приложение к Указу).

##### Орфография
6 декабря 2018 года Национальной комиссией по переводу казахского языка на латинскую графику утверждены «Правила правописания казахского языка на основе нового алфавита». В 2021 году опубликована новая редакция правил.
В документе 2018 года утверждается, что он обладает юридической силой. Правила включают основные нормативные принципы, призванные стабилизировать стандарты правописания, формировать правильную культуру письма. В качестве основополагающей платформы Правил принят фонематический принцип орфографии. Слова подразделяются на три категории: töl söz — исконные казахские слова; kırme söz — заимствованные слова, с соблюдением звуковых закономерностей казахского языка; şettıldık söz — иноязычные слова, которые заимствованы с небольшими отличиями от оригинального написания. В передаче исконных, а также подавляющего большинства заимствованных слов существенные изменения отсутствуют, по сравнению с кириллическим написанием. Для иноязычных слов, прежнее написание которых основывалось на русской орфографии, изменения более заметные.
- Названия всемирно известных международных организаций, которые являются сокращениями из английского языка, пишутся как в оригинале — UNESCO, USAID, NATO, EXPO (суффиксы присоединяются в соответствии с произношением через дефис — UNESCO-nyñ, -ğa; USAID-tyñ, -qa; NATO-nyñ, -ğa; EXPO-nyñ, -ğa);
- ряд иноязычных слов пишется подобно оригиналу, суффиксы присоединяются с соблюдением сингармонизма — moderator (-dyñ, -y, -ğa, -lar), marker (-dın, -ı, -ge, -ler), stepler (-dıñ, -ı, -ge, -ler), vauşer (-dıñ, -ı, -ge, -ler), supervaizer (-dıñ, -ı, -ge, -ler), banknot (-tyñ, -y, -qa, -tar), bankomat (-tyñ, -y, -qa, -tar), planşet (-tıñ, -ı, -ke, -ter), onlain (-nyñ, -y, -ğa, -dar), oflain (-nyñ, -y, -ğa, -dar), dizain (-nyñ, -y, -ğa, -dar), barmen (-nıñ, -ı, -ge, -der), resepşn (-nıñ, -ı, -ge, -der), skrınşot (-tyñ, -y, -qa, -tar), blokbaster (-dıñ, -ı, -ge, -ler);
- ряд заимствованных слов пишется в соответствии с произношением — tauar, nömır, poşta, kästöm, pälte, poiyz, siez, slesir, vedimis, vedimistık, ketşup;
- в иноязычных словах, начинающихся с приставок аван-, авто-, евро-, в передаётся через u — autobus, automat, autonomia, eurostandart, auansahna, auanzal;
- ё передаётся через ö — manövr (-dıñ, -ı, -ge, -ler), bruselöz (-dıñ, -ı, -ge, -der), aktör (-dıñ, -ı, -ge, -ler), amöba (-nyñ, -ny, -ğa, -lar), dirijör (-dıñ, -ı, -ge, -ler), rejisör (-dıñ, -ı, -ge, -ler);
- ц и буквосочетания сц и цц передаётся через s — sirk, sement; desimetr, proporsional, kvars, korporasia, senari, abses, plebisit;
- ч передаётся через ş — vinşester, dispetşer, matş, oşerk, skotş, sendviş, şempion;
- щ передаётся через один ş — uşilişe, praporşik, borş, şi (блюдо), исконные aşşy, tuşşy, keşşe пишутся с удвоением ş;
- вместо э всегда пишется e — element, elevator, poetika, koefisent;
- ю передаётся через ü — paraşüt, absolüt, glükoza, debüt, prodüser, lüks, valüta, büdjet, büro, süjet, bületen, füşers, kompüter, tütor, konüktura, konüktivit;
- я передаётся через ä — zaräd, knäz, naräd, razräd, griläj (сочетания ия пишутся как ia — aksia, alergia, himia, polisia);
- в слоге, где встречается ь, пишется гласная переднего ряда — alkogöl (-dıñ, -ı, -ge, -der), ansämbl (-dıñ, -ı, -ge, -der), asfält (-tıñ, -ı, -qa, -ta), älbatros (-tyñ, -y, -qa, -tar), älbom (-nyñ, -y, -ğa, -dar), älfa (-nyñ, -ğa), älmanah (-tyñ, -y, -qa, -tar), älpinis (-tıñ, -ı, -ke, -ter), ält (-tıñ, -ı, -ke), älternatıv (-tıñ, -ı, -ke, -ter), ältron (-nyñ, -y, -ğa, -dar), bälzam (-nyñ, -y, -ğa, -dar), batalön (-nıñ, -ı, -ge, -der), büldog (-tyñ, -y, -qa, -tar), büldozer (-dıñ, -ı, -ge, -ler), dübl (-dıñ, -ı, -ge, -der), gölf (-tıñ, -ı, -ke, -ter), gaströl (-dıñ, -ı, -ge, -der), kült (-tıñ, -ı, -ke), kobält (-tıñ, -ı, -qa, -tar), koröl (-dıñ, -ı, -ge, -der), medalön (-nıñ, -ı, -ge, -der), mültfilm (-nıñ, -ı, -ge, -der), ös (-tıñ, -ı, -ke, -ter), pälma (-nyñ, -sy, -ğa, -lar), paröl (-dıñ, -ı, -ge, -der), pült (-tıñ, -ı, -ke, -ter), roiäl (-dıñ, -ı, -ğa, -dar), rübl (-dıñ, -ı, -ge, -der), sirkül (-dıñ, -ı, -ge, -der), väls (-tıñ, -ı, -ke, -ter), vestibül (-dıñ, -ı, -ge, -der), völfram (-nyñ, -y, -ğa, -dar), völt (-tıñ, -ı, -ke), fakültet (-tıñ, -ı, -ke, -ter), festiväl (-dıñ, -ı, -ğa, -dar), fölklor (-dyñ, -y, -ğa, -lar)
- если в слоге с ь встречаются e, i (латинские), то ь отбрасывется — akvarel (-dıñ, -ı, -ge, -der), artikl (-dıñ, -ı, -ge, -der), atele (-nıñ, -sı, -ge, -ler), barelef (-tıñ, -ı, -ke, -ter), barer (-dıñ, -ı, -ge, -ler), gelmint (-tıñ, -ı, -ke, -ter), kegl (-dıñ, -ı, -ge, -der), kelt (-tıñ, -ı, -ke, -ter), lager (-dıñ, -ı, -ge, -ler), premer (-dıñ, -ı, -ge, -ler), premera (-nyñ, -ğa, -lar), relef (-tıñ, -ı, -ke, -ter), şifoner (-dıñ, -ı, -ge, -ler), stil (-diñ, -i, -ge, -der), film (-nıñ, -ı, -ge, -der));
- ъ отбрасывается — subekt, obekt, feldeger, adektiv;
- в буквосочетании дж, отбрасывается д — imij (-diñ, -di, -ge, -den), kolej (-diñ, -di, -ge, -den), kotej (-diñ, -di, -ge, -den), menejer (-dıñ, -ı, -ge, -ler), jinsi (-nıñ, -sı, -ge, -ler), jentlmen (-nıñ, -ı, -ge, -der). Но büdjet, lodjy;
- в двойных согласных в конце основ, одна отбрасывается — klas (-tyñ, -y, -qa, -tar), hol (-dyñ, -y, -ğa, -dar), bal (-dyñ, -y, -ğa,-dar);
- в двойных согласных сс, мм, лл, тт, фф, нн, бб, рр, пп, гг, дд, кк, уу в середине слов, одна буква отбрасывается — patison, komisar, resor, profesor; gramatika, komuna, imunogen, kolej; kotej, atestat; efuzia, afekt, afrikat, koefisient; tunel, aneksia, baner, tenis; abreviatura, gibon, korespondent; sugestia; aditiv; akaunt, akord, akreditteu, vakum (при влиянии на значение слова, равно и для единиц измерения, удвоенное написание сохраняется — netto, dollar, massa, tonna, million, millimetr);
- в основах, оканчивающихся на -ий, пишется только одна буква i — kali, alümini, natri, kafeteri, reali;
- в иноязычных словах конечная буква a отбрасывается, если это не влияет на значение — kordinat (-tyñ, -y, -qa, -tar), kapsul (-dyñ, -y, -ğa, -dar), kardiogram (-nyñ, -y, -ğa, -dar), fonem (-nıñ, -ı, -ge, -der), morfem (-nıñ, -ı, -ge, -der), leksem (-nıñ, -ı, -ge, -der), orfogram (-nyñ, -y, -ğa, -dar). (Но — matematıka, pedagogıka, statıstıka, mehanıka);
- в основах, оканчивающихся на -ст, -сть, т и -ть отбрасываются — ekonomis (-tıñ, -ı, -ke, -ter), komunis (-tıñ, -ı, -ke, -ter), manifes (-tıñ, -ı, -ke, -ter), turis (-tıñ, -ı, -ke, -ter), poves (-tıñ, -ı, -ke, -ter);
- в иноязычных словах с конечной p и h (латинские) они, при присоединении суффиксов притяжательности, не озвончаются, а последующие аффиксы применяются с гласными заднего ряда — arhetip — arhetipı, stereotip — stereotipı, şeih — şeihy, ştrih — ştrihy; seh (-tyñ, -y, -qa, -tar), şeih (-tyñ, -y, -qa, -tar), ştrih (-tyñ, -y, -qa, -tar);
- в основах, оканчивающихся на -ог, аффиксы присоединяются с гласными заднего ряда — pedagog (-tyñ, -y, -qa, -tar), ekolog (-tyñ, -y, -qa, -tar), filolog (-tyñ, -y, -qa, -tar);
- к буквосочетаниям -рк, -рг, -кс, -лк, -кл, -нк аффиксы присоединяются с гласными переднего ряда — oşerk (-tıñ, -ı, -ke, -ter), hirurg (-tıñ, -ı, -ke, -ter), metalurg (-tıñ, -ı, -ke, -ter), polk (-tıñ, -ı, -ke, -ter), sikl (-dıñ, -ı, -ge, -der), bank (-tıñ, -ı, -ke, -ter), tank (-tıñ, -ı, -ke, -ter);
- к буквосочетаниям -кт, -ск, -пт, -фт аффиксы присоединяются с помощью соединительных y и ı (латинские), в то время как в -кт, -нкт, -ск, включающих к, присоединяются только аффиксы переднего ряда, в других, по рядности последнего слога, присоединяются аффиксы как заднего, так и переднего ряда — fakt, faktıge, faktısı; punkt, punktısı, punktıge; instinkt, instinktısı, instinktıge; disk, diskıge, diskısı; aksept, akseptıge, akseptısı; soft, softyğa, softysy;
- буквосочетание -нг передаётся ñ — bouliñ (-nıñ, -ge, -ı, -der), brifiñ (-nıñ, -ge, -ı, -der), reitiñ (-nıñ, -ge, -ı, -der) (кроме односложных слов — ring, rang, sleng);

В официальных примерах к Правилам написания обозначений единиц измерений вступают в противоречие с действующими в Республике Казахстан ГОСТами, например, santimetr предлагается обозначать как sm, при международном обозначении для латинописьменных языков — cm, а kilouatt как kUt, при международном — kW и т. п.

##### Раскладка клавиатуры
Какой-либо стандартизированной раскладки клавиатуры для нового казахского алфавита на латинской графике пока не утверждено. Однако, специалистами Института языкознания имени Ахмета Байтурсынова предложены два варианта раскладки: первый — размещение символов по частотному принципу, то есть по частоте употребления тех или иных букв в казахском языке; второй — модификация британского варианта латинской раскладки QWERTY с добавлением акцентированных символов на правой части клавиатуры вместо специальных символов: ⟨[{⟩ ⟨]}⟩ ⟨;:⟩ ⟨'"⟩ ⟨,<⟩ ⟨.>⟩.

### Арабская графика
Арабское письмо использовалось для записи текстов на тюркских языках с XI века. К XIV—XV векам сформировался «чагатайский» — литературный тюркский язык Средней Азии. Письменность, применявшаяся для записи чагатайских текстов и его потомков, в том числе казахского, относится к типу «кадим», то есть использует огласовки для обозначения гласных, как и традиционное арабское письмо. Чагатайское письмо сохраняло двадцать восемь традиционных арабских букв и заимствовало четыре буквы из персидского письма (ژ «жэ», پ «пе», گ «гаф» и چ «че»).
Казахский алфавит на арабской графике содержит 29 букв и хамза, которая в казахской письменности используется в качестве модифицирующего символа, напоминающего функции мягкого или твёрдого знаков в русской кириллице. Хамза ставится перед началом слова (справа) как маркер о наличии «мягких» (узких) гласных во всём слове (явление сингармонизма в тюркских языках), кроме слов, содержащих буквы обозначающие фонемы /Е/ (которая сама по себе «мягкая») или /Г/ и /К/, которые всегда сочетаются только с «мягкими» гласными. Начертания на основе арабского алфавита персидского стиля. Направление письма справа налево.
Начал использоваться на территории Казахстана для записи тюркских текстов со второй половины X века по завершении обращения в ислам населения государства Караханидов, в которое входили земли Южного Казахстана.
Свыше тысячелетия письменность являлась абджадом, то есть обозначались преимущественно согласные звуки, некоторые гласные передавались методом matres lectionis. Реформирован в 1924 году с целью правильной передачи гласных с учётом казахской фонетики. Проект разработан Ахметом Байтурсыновым и был им назван «Төте жазу» — ясное письмо (также называют «Жаңа емле» — «новая орфография»). В 1929 году заменён латиницей яналиф.
Казахи проживающие сейчас в Китае, Пакистане, Афганистане, Иране и других странах Ближнего Востока, используют арабскую графику.
| Таблица форм казахского алфавита на арабской графике | Таблица форм казахского алфавита на арабской графике | Таблица форм казахского алфавита на арабской графике | Таблица форм казахского алфавита на арабской графике | Таблица форм казахского алфавита на арабской графике | Таблица форм казахского алфавита на арабской графике | Таблица форм казахского алфавита на арабской графике |
| Базовые формы                                        | Формы по месту в слове                               | Формы по месту в слове                               | Формы по месту в слове                               | Формы по месту в слове                               | Название                                             | Соответствие в кириллице                             |
| Базовые формы                                        | изолированно                                         | конец                                                | середина                                             | начало                                               | Название                                             | Соответствие в кириллице                             |
| ---------------------------------------------------- | ---------------------------------------------------- | ---------------------------------------------------- | ---------------------------------------------------- | ---------------------------------------------------- | ---------------------------------------------------- | ---------------------------------------------------- |
| 0627 ا                                               | FE8D ﺍ                                               | FE8E ﺎ                                               | —                                                    | —                                                    | әліп                                                 | а, ә¹                                                |
| 0628 ب                                               | FE8F ﺏ                                               | FE90 ﺐ                                               | FE92 ﺒ                                               | FE91 ﺑ                                               | ба                                                   | б                                                    |
| 067E پ                                               | FB56 ﭖ                                               | FB57 ﭗ                                               | FB59 ﭙ                                               | FB58 ﭘ                                               | пе (ба үш ноқат)                                     | п                                                    |
| 062A ت                                               | FE95 ﺕ                                               | FE96 ﺖ                                               | FE98 ﺘ                                               | FE97 ﺗ                                               | та                                                   | т                                                    |
| 062C ج                                               | FE9D ﺝ                                               | FE9E ﺞ                                               | FEA0 ﺠ                                               | FE9F ﺟ                                               | жійм                                                 | ж                                                    |
| 062D ح                                               | FEA1 ﺡ                                               | FEA2 ﺢ                                               | FEA4 ﺤ                                               | FEA3 ﺣ                                               | ха                                                   | х²                                                   |
| 062F د                                               | FEA9 ﺩ                                               | FEAA ﺪ                                               | —                                                    | —                                                    | дәл                                                  | д                                                    |
| 0631 ر                                               | FEAD ﺭ                                               | FEAE ﺮ                                               | —                                                    | —                                                    | ре                                                   | р                                                    |
| 0632 ز                                               | FEAF ﺯ                                               | FEB0 ﺰ                                               | —                                                    | —                                                    | зайн                                                 | з                                                    |
| 0633 س                                               | FEB1 ﺱ                                               | FEB2 ﺲ                                               | FEB4 ﺴ                                               | FEB3 ﺳ                                               | сыйн                                                 | с                                                    |
| 0634 ش                                               | FEB5 ﺵ                                               | FEB6 ﺶ                                               | FEB8 ﺸ                                               | FEB7 ﺷ                                               | шыйн (сыйн үш ноқат)                                 | ш                                                    |
| 0639 ع                                               | FEC9 ﻉ                                               | FECA ﻊ                                               | FECC ﻌ                                               | FECB ﻋ                                               | айн                                                  | ғ                                                    |
| 0641 ف                                               | FED1 ﻑ                                               | FED2 ﻒ                                               | FED4 ﻔ                                               | FED3 ﻓ                                               | фа                                                   | ф²                                                   |
| 0642 ق                                               | FED5 ﻕ                                               | FED6 ﻖ                                               | FED8 ﻘ                                               | FED7 ﻗ                                               | қаф                                                  | қ                                                    |
| 0643 ك                                               | FED9 ﻙ                                               | FEDA ﻚ                                               | FEDC ﻜ                                               | FEDB ﻛ                                               | кәф                                                  | к                                                    |
| 06AF گ                                               | FB92 ﮒ                                               | FB93 ﮓ                                               | FB95 ﮕ                                               | FB94 ﮔ                                               | гәф                                                  | г                                                    |
| 0644 ل                                               | FEDD ﻝ                                               | FEDE ﻞ                                               | FEE0 ﻠ                                               | FEDF ﻟ                                               | ләм                                                  | л                                                    |
| 0645 م                                               | FEE1 ﻡ                                               | FEE2 ﻢ                                               | FEE4 ﻤ                                               | FEE3 ﻣ                                               | мійм                                                 | м                                                    |
| 0646 ن                                               | FEE5 ﻥ                                               | FEE6 ﻦ                                               | FEE8 ﻨ                                               | FEE7 ﻧ                                               | нұн                                                  | н                                                    |
| 06AD ڭ                                               | FBD3 ﯓ                                               | FBD4 ﯔ                                               | FBD6 ﯖ                                               | —                                                    | неп (кәф үш ноқат)                                   | ң                                                    |
| 06D5 ە                                               | FEE9 ﻩ                                               | FEEA ﻪ                                               | —                                                    | —                                                    | һә                                                   | е                                                    |
| 0648 و                                               | FEED ﻭ                                               | FEEE ﻮ                                               | —                                                    | —                                                    | уау                                                  | о, ө¹                                                |
| 06C7 ۇ                                               | FBD7 ﯗ                                               | FBD8 ﯘ                                               | —                                                    | —                                                    | уау дамма                                            | ұ, ү¹                                                |
| 06CB ۋ                                               | FBDE ﯞ                                               | FBDF ﯟ                                               | —                                                    | —                                                    | уау үш ноқат                                         | у неслоговое (ў)                                     |
| 06C6 ۆ                                               | FBD9 ﯙ                                               | FBDA ﯚ                                               | —                                                    | —                                                    | уау құсбелгі                                         | в²                                                   |
| 0649 ى                                               | FEEF ﻯ                                               | FEF0 ﻰ                                               | FBE9 ﯩ                                               | FBE8 ﯨ                                               | я                                                    | ы, і¹                                                |
| 064A ي                                               | FEF1 ﻱ                                               | FEF2 ﻲ                                               | FEF4 ﻴ                                               | FEF3 ﻳ                                               | я екі ноқат                                          | й                                                    |
| —                                                    | FEFB ﻻ                                               | FEFC ﻼ                                               | —                                                    | —                                                    | ләм-әліп                                             | ла, лә¹                                              |
| 0674 ٴ                                               | —                                                    | —                                                    | —                                                    | —                                                    | һәмзе (дәйекше)                                      | —                                                    |
| ¹при наличии хамзы ²только в заимствованиях          |                                                      |                                                      |                                                      |                                                      |                                                      |                                                      |

## Исторические официальные алфавиты

### Дореформенная арабица (до 1912 года)
Казахский литературный язык произошёл от тюркского языка тюрки́, который использовал персидский алфавит. Имелись некоторые отличия от персидского варианта. Буква ك имела арабское начертание. Были добавлены, но не всегда использовались, буквы ۋ и ڭ. Буква ۋ соответствует в кириллице неслоговой букве у (ў) либо в; часто заменялась на персидскую و. Буква ڭ соответствует букве ң; заменялась диграфом نك. Алфавит использовался до начала XX века при написании книг, периодических изданий, документов на казахском языке, в переписке и т. д.
Дореформенный арабский алфавит:
| آ ا | ب | پ | ت | ث | ج | چ | ح | خ     | د | ذ |
| ر   | ز | ژ | س | ش | ص | ض | ط | ظ     | ع | غ |
| ف   | ق | ك | گ | ڭ | ل | م | ن | ۋ / و | ه | ی |

| Сравнительная таблица алфавитов на основе кирилловской и латинской график | Сравнительная таблица алфавитов на основе кирилловской и латинской график | Сравнительная таблица алфавитов на основе кирилловской и латинской график | Сравнительная таблица алфавитов на основе кирилловской и латинской график | Сравнительная таблица алфавитов на основе кирилловской и латинской график | Сравнительная таблица алфавитов на основе кирилловской и латинской график | Сравнительная таблица алфавитов на основе кирилловской и латинской график | Сравнительная таблица алфавитов на основе кирилловской и латинской график | Сравнительная таблица алфавитов на основе кирилловской и латинской график | Сравнительная таблица алфавитов на основе кирилловской и латинской график |
| Современная кириллица                                                     | Миссионерская кириллица                                                   | Латиница Яналиф 1929—1940                                                 | Латиница Яналиф 1929—1940                                                 | Латиница пиньинь                                                          | Современная латиница                                                      | Современная латиница                                                      | Современная латиница                                                      | Современная латиница                                                      | Транскрипция МФА                                                          |
| Современная кириллица                                                     | Миссионерская кириллица                                                   | до 1938 года                                                              | с 1938 года                                                               | Латиница пиньинь                                                          | Проектируемая в 2017 году                                                 | Утверждённая в 2017 году                                                  | Утверждённая в 2018 году                                                  | Утверждённая в 2021 году                                                  | Транскрипция МФА                                                          |
| ------------------------------------------------------------------------- | ------------------------------------------------------------------------- | ------------------------------------------------------------------------- | ------------------------------------------------------------------------- | ------------------------------------------------------------------------- | ------------------------------------------------------------------------- | ------------------------------------------------------------------------- | ------------------------------------------------------------------------- | ------------------------------------------------------------------------- | ------------------------------------------------------------------------- |
| А а                                                                       | А а                                                                       | A a                                                                       | A a                                                                       | A a                                                                       | A a                                                                       | A a                                                                       | A a                                                                       | A a                                                                       | [ɑ]                                                                       |
| Ә ә                                                                       | Ӓ ӓ                                                                       | Ə ə                                                                       | Ə ə                                                                       | Ə ə                                                                       | Ae ae                                                                     | Aʼaʼ                                                                      | Á á                                                                       | Ä ä                                                                       | [æ]                                                                       |
| Б б                                                                       | Б б                                                                       | B ʙ                                                                       | B ʙ                                                                       | B b                                                                       | B b                                                                       | B b                                                                       | B b                                                                       | B b                                                                       | [b]                                                                       |
| В в                                                                       | У у                                                                       | V v                                                                       | V v                                                                       | V v                                                                       | V v                                                                       | V v                                                                       | V v                                                                       | V v                                                                       | [v], [β]                                                                  |
| Г г                                                                       | Г г                                                                       | G g                                                                       | G g                                                                       | G g                                                                       | G g                                                                       | G g                                                                       | G g                                                                       | G g                                                                       | [ɡ]                                                                       |
| Ғ ғ                                                                       | Г г                                                                       | Ƣ ƣ                                                                       | Ƣ ƣ                                                                       | Ƣ ƣ                                                                       | Gh gh                                                                     | Gʼ gʼ                                                                     | Ǵ ǵ                                                                       | Ğ ğ                                                                       | [ɣ]                                                                       |
| Д д                                                                       | Д д                                                                       | D d                                                                       | D d                                                                       | D d                                                                       | D d                                                                       | D d                                                                       | D d                                                                       | D d                                                                       | [d]                                                                       |
| Е е                                                                       | Е е                                                                       | E e                                                                       | E e                                                                       | Ê ê                                                                       | E e                                                                       | E e                                                                       | E e                                                                       | E e                                                                       | [ɛ], [ʲɛ]                                                                 |
| Ё ё                                                                       | Йо йо                                                                     |                                                                           |                                                                           |                                                                           |                                                                           |                                                                           |                                                                           |                                                                           | [jo], [jø]                                                                |
| Ж ж                                                                       | Ж ж                                                                       | Ç ç                                                                       | Ç ç                                                                       | J j                                                                       | Zh zh                                                                     | J j                                                                       | J j                                                                       | J j                                                                       | [ʒ]                                                                       |
| З з                                                                       | З з                                                                       | Z z                                                                       | Z z                                                                       | Z z                                                                       | Z z                                                                       | Z z                                                                       | Z z                                                                       | Z z                                                                       | [z]                                                                       |
| И и                                                                       | I i                                                                       | Ij ij; Ьj ьj                                                              | I i                                                                       | Y y                                                                       | I i                                                                       | Iʼ iʼ                                                                     | I ı                                                                       | İ i                                                                       | [ɯj], [ɪj]                                                                |
| Й й                                                                       | Й й                                                                       | J j                                                                       | I i                                                                       | Y y                                                                       | J j                                                                       | Iʼ iʼ                                                                     | I ı                                                                       | İ i                                                                       | [j]                                                                       |
| К к                                                                       | К к                                                                       | K k                                                                       | K k                                                                       | K k                                                                       | K k                                                                       | K k                                                                       | K k                                                                       | K k                                                                       | [k]                                                                       |
| Қ қ                                                                       | К к                                                                       | Q q                                                                       | Q q                                                                       | Ⱪⱪ                                                                        | Q q                                                                       | Q q                                                                       | Q q                                                                       | Q q                                                                       | [q]                                                                       |
| Л л                                                                       | Л л                                                                       | L l                                                                       | L l                                                                       | L l                                                                       | L l                                                                       | L l                                                                       | L l                                                                       | L l                                                                       | [l]                                                                       |
| М м                                                                       | М м                                                                       | M m                                                                       | M m                                                                       | M m                                                                       | M m                                                                       | M m                                                                       | M m                                                                       | M m                                                                       | [m]                                                                       |
| Н н                                                                       | Н н                                                                       | N n                                                                       | N n                                                                       | N n                                                                       | N n                                                                       | N n                                                                       | N n                                                                       | N n                                                                       | [n]                                                                       |
| Ң ң                                                                       | Ҥ ҥ                                                                       | Ꞑ ꞑ                                                                       | Ꞑ ꞑ                                                                       | Ng ng                                                                     | Ng ng                                                                     | Nʼ nʼ                                                                     | Ń ń                                                                       | Ñ ñ                                                                       | [ŋ]                                                                       |
| О о                                                                       | О о                                                                       | O o                                                                       | O o                                                                       | O o                                                                       | O o                                                                       | O o                                                                       | O o                                                                       | O o                                                                       | [o], [ʷo]                                                                 |
| Ө ө                                                                       | Ӧ ӧ                                                                       | Ɵ ɵ                                                                       | Ɵ ɵ                                                                       | Ɵ ɵ                                                                       | Oe oe                                                                     | Oʼ oʼ                                                                     | Ó ó                                                                       | Ö ö                                                                       | [ø], [ʷø]                                                                 |
| П п                                                                       | П п                                                                       | P p                                                                       | [p]                                                                       |                                                                           |                                                                           |                                                                           |                                                                           |                                                                           |                                                                           |
| Р р                                                                       | Р р                                                                       | R r                                                                       | R r                                                                       | R r                                                                       | R r                                                                       | R r                                                                       | R r                                                                       | R r                                                                       | [r]                                                                       |
| С с                                                                       | С с                                                                       | S s                                                                       | S s                                                                       | S s                                                                       | S s                                                                       | S s                                                                       | S s                                                                       | S s                                                                       | [s]                                                                       |
| Т т                                                                       | Т т                                                                       | T t                                                                       | T t                                                                       | T t                                                                       | T t                                                                       | T t                                                                       | T t                                                                       | T t                                                                       | [t]                                                                       |
| У у                                                                       | У у                                                                       | V v, Iv iv, Ьv ьv                                                         | U u                                                                       | W w                                                                       | W w                                                                       | Yʼ yʼ                                                                     | Ý ý                                                                       | U u                                                                       | [w], [ɯw], [ɪw]                                                           |
| Ұ ұ                                                                       | У у                                                                       | U u                                                                       | Ū ū                                                                       | Uu                                                                        | Uu                                                                        | Uu                                                                        | Uu                                                                        | Ū ū                                                                       | [ʊ]                                                                       |
| Ү ү                                                                       | Ӱ ӱ                                                                       | Y y                                                                       | Y y                                                                       | Ü ü                                                                       | Ue ue                                                                     | Uʼ uʼ                                                                     | Ú ú                                                                       | Ü ü                                                                       | [ʏ]                                                                       |
| Ф ф                                                                       |                                                                           |                                                                           | F f                                                                       | F f                                                                       | F f                                                                       | F f                                                                       | F f                                                                       | F f                                                                       | [f], [ɸ]                                                                  |
| Х х                                                                       | Х х                                                                       | H h                                                                       | X x                                                                       | H h                                                                       | H h                                                                       | H h                                                                       | H h                                                                       | H h                                                                       | [ꭓ], [q]                                                                  |
| Һ һ                                                                       | Х х                                                                       |                                                                           | H h                                                                       | Ⱨ ⱨ                                                                       | H h                                                                       | H h                                                                       | H h                                                                       | H h                                                                       | [ɦ], [ꭓ], [q]                                                             |
| Ц ц                                                                       | Тс тс                                                                     |                                                                           |                                                                           |                                                                           | C c                                                                       |                                                                           |                                                                           |                                                                           | [t͡s], [s]                                                                 |
| Ч ч                                                                       | Тш тш                                                                     |                                                                           |                                                                           | Q q                                                                       | Ch ch                                                                     | Cʼ cʼ                                                                     | Ch ch                                                                     |                                                                           | [t͡ʃ], [ʃ]                                                                 |
| Ш ш                                                                       | Ш ш                                                                       | C c                                                                       | C c                                                                       | X x                                                                       | Sh sh                                                                     | Sʼ sʼ                                                                     | Sh sh                                                                     | Ş ş                                                                       | [ʃ]                                                                       |
| Щ щ                                                                       | Шш шш                                                                     |                                                                           |                                                                           |                                                                           |                                                                           |                                                                           |                                                                           |                                                                           | [ʃ]                                                                       |
| Ъ ъ                                                                       |                                                                           |                                                                           |                                                                           |                                                                           |                                                                           |                                                                           |                                                                           |                                                                           |                                                                           |
| Ы ы                                                                       | Ы ы                                                                       | Ь ь                                                                       | Ь ь                                                                       | E e                                                                       | Y y                                                                       | Y y                                                                       | Y y                                                                       | Y y                                                                       | [ɯ]                                                                       |
| І і                                                                       | И и                                                                       | I i                                                                       | J j                                                                       | I i                                                                       | I i                                                                       | I i                                                                       | I i                                                                       | I ı                                                                       | [ɪ]                                                                       |
| Ь ь                                                                       |                                                                           |                                                                           |                                                                           |                                                                           |                                                                           |                                                                           |                                                                           |                                                                           |                                                                           |
| Э э                                                                       | Е е                                                                       |                                                                           |                                                                           |                                                                           |                                                                           |                                                                           |                                                                           |                                                                           | [ɛ], [ʲɛ]                                                                 |
| Ю ю                                                                       | Йу йу                                                                     |                                                                           |                                                                           |                                                                           |                                                                           |                                                                           |                                                                           |                                                                           | [jɯw], [jɪw]                                                              |
| Я я                                                                       | Йа йа                                                                     |                                                                           |                                                                           |                                                                           |                                                                           |                                                                           |                                                                           |                                                                           | [jɑ], [jæ]                                                                |

### Миссионерская кириллица (конец XIX — начало XX в.)
Один из первых кириллических алфавитов на базе номенклатуры графем дореформенного русского алфавита был разработан ещё в XIX веке Ибраем Алтынсариным. Православными миссионерами для религиозных изданий и для так называемых «русско-туземных» школ была разработана казахская «миссионерская» азбука на кириллице с включением специфических лигатурных и диакритизированных символов. «Миссионерский алфавит» ограниченно применялся до 1917 года.
Миссионерский алфавит:
| А а | Ӓ ӓ | Б б | Г г | Д д | Е е | Ж ж | З з | И и | Й й | К к | Л л | М м |
| Н н | Ҥ ҥ | О о | Ӧ ӧ | П п | Р р | С с | Т т | У у | Ӱ ӱ | Ш ш | Ы ы |     |

### Латиница «Яналиф» (1929—1940 годы)

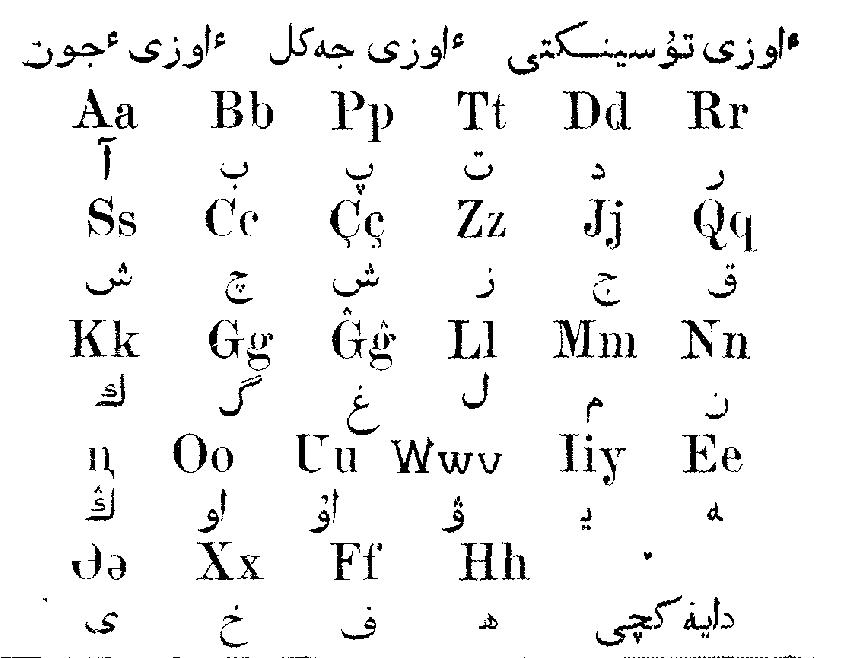
Первый казахский латинизированный алфавит из букваря 1924 года и его соответствие с арабским алфавитом

Комитетом по новому алфавиту при ЦИК СССР был разработан т. н. «Единый тюркский алфавит» (Яналиф или каз. Жаңәліп) на базе латиницы.
Версия 1929 года (Çaꞑalip)
| A a | B ʙ | C c | Ç ç | D d | E e | Ə ə | G g | Ƣ ƣ | H h |
| I i | J j | K k | L l | M m | N n | Ꞑ ꞑ | O o | Ɵ ɵ | P p |
| Q q | R r | S s | T t | U u | V v | Y y | Z z | Ь ь |     |

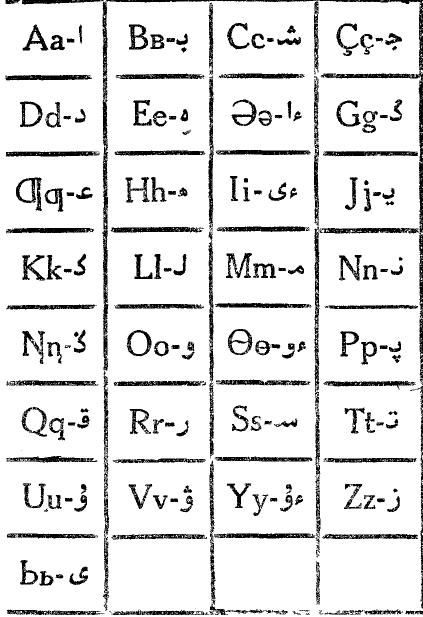
Казахский латинизированный алфавит из букваря 1931 года и его соответствие с арабским алфавитом

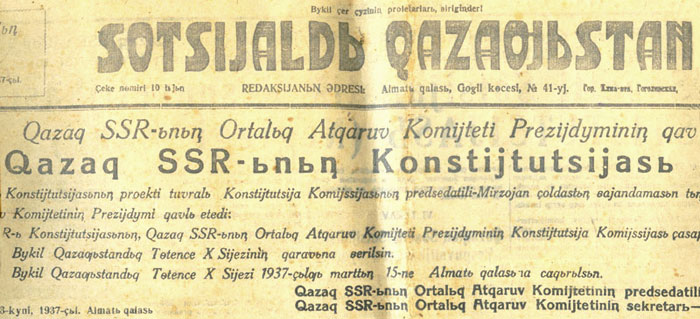
Газета «Sotsijaldь Qazaƣьstan» («Социалистический Казахстан») за 1937 год (спецвыпуск о Конституции Казахской ССР)

Данная версия алфавита официально использовалась с 1929 по 1938 год.
Внедрению латиницы способствовал журнал «Жаршы» («Глашатай»), издававшийся с 1929 по 1931 годы (первый редактор — М. Кайымов). В журнале давались методические рекомендации и консультации по внедрению латинского алфавита в практику. На страницах «Жаршы» также публиковались критические и дискуссионные статьи, посвящённые различным сферам общественно-политической жизни.
Ниже приводится последняя версия 1938 года.
Версия 1938 года (Çaꞑaljp)
| A a | B ʙ | V v | G g | D d | E e | Ç ç | Z z | I i | J j | K k |
| L l | M m | N n | O o | P p | R r | S s | T t | U u | F f | X x |
| Ƣ ƣ | Q q | C c | Ə ə | H h | Ꞑ ꞑ | Ɵ ɵ | Ū ū | Y y | Ь ь |     |

Были введены три новые буквы и изменены значения существовавших, что повлекли за собой существенные изменения орфографии. Для передачи заимствованных слов добавились Ff и Xx, последняя стала обозначать фонему /Х/ как в кириллице, а Hh латинский стал обозначать звонкий придыхательный /Һ/ как в кириллице. Буква Uu была заменена на Ūū, а прежняя Uu стала обозначать псевдодифтонги IV и ЬV, а также неслоговую Vv (/Ў/) из прежней версии и русскую У из заимствований. Через V стали передавать русскую В из заимствований. Буква Ii латинская, соответственно, стала обозначать псевдодифтонги IJ и ЬJ, а также неслоговую Jj (/Й/) из прежней версии и русскую И из заимствований. Буква Jj перестала обозначать неслоговый йот и заменила прежнюю Ii.
В букваре, изданном в 1938 году, изменился порядок букв в алфавите, он стал похожим на порядок в русском алфавите.
Из-за отсутствия нововведённых букв в шрифтовом наборе в нецентральной печати нередко использовались графически схожие буквы-суррогаты, например, вместо Çç набиралась Cc с запятой под нею (C̦c̦), вместо Ūū использовалась Ŭŭ из латинского набора или даже Йй из кириллицы и т. п. Причём, на одной странице газеты могли встретиться штатные буквы вместе с суррогатами, в зависимости от шрифта или кегля. Версия 1938 года применялась всего два года, когда была заменена кириллицей в 1940 году.

### Латиница пиньинь (1964—1984 годы)
В 1950-е годы письменность казахов КНР было решено перевести на кириллицу, аналогичную советской. Однако, видимо в результате ухудшения советско-китайских отношений, этот проект остался нереализованным. В конечном счёте было решено перевести казахскую письменность на латиницу на основе пиньиня — варианта китайской латиницы, разработанного по приказу Центрального правительства ещё в 1950-х годах.
| A a | B b | D d | E e | Ê ê | Ə ə | F f | G g   | Ƣ ƣ | H h | Ⱨ ⱨ |
| I i | J j | K k | Ⱪ ⱪ | L l | M m | N n | Ng ng | O o | Ɵ ɵ | P p |
| Q q | R r | S s | T t | U u | Ü ü | V v | W w   | X x | Y y | Z z |

Этот алфавит официально применялся в 1964—1984 годах и уступил место реставрированному арабскому письму. Однако всё ещё может использоваться как в науке и в области технологии, так и в документах и материалах.

## Проекты реформирования письменности в современности
С начала 1990-х годов предлагались различные варианты реформирования письменности:
1. исключение из кириллического алфавита букв, обозначающих отсутствующие в казахском языке фонемы (Ё, Һ, Ц, Ч, Щ, Ъ, Ь, Э), с отказом от одновременного применения принципов казахской и русской орфографии и переход к последовательно морфо-фонематическому, введение буквы Ў для фонемы /w/ и, соответственно, применение в исконных казахских (и ассимилированных арабо-персидских) словах вместо буквы У сочетаний ҮЎ, ҰЎ, ЫЎ, ІЎ (как в каракалпакской орфографии), применение в большинстве случаев вместо буквы И сочетаний ІЙ, ЫЙ;
2. переход на латиницу с одновременным применением вышеуказанных новых орфографических принципов, либо с возвратом к довоенной латинице полностью или частично (как в не принятом татарском алфавите), либо на латиницу, основанную на турецком алфавите (как в крымскотатарском, гагаузском, «сетевом татарском» и азербайджанском алфавитах), либо на английский алфавит (как в узбекском), либо создать свой собственный (как в туркменском);
3. реставрация арабского письма, модифицированного Байтурсыновым;
4. возрождение орхоно-енисейской письменности.

Все дискуссии по реформе в конце концов свелись к выбору: либо оставить кириллицу в неизменном виде, либо перейти на латиницу. В 2007 году рабочей группой Комитета науки МОН РК была подготовлена предварительная аналитическая справка «О переходе казахской письменности на латинскую графику».

## Перевод алфавита казахского языка с кириллицы на латинскую графику 2017 года

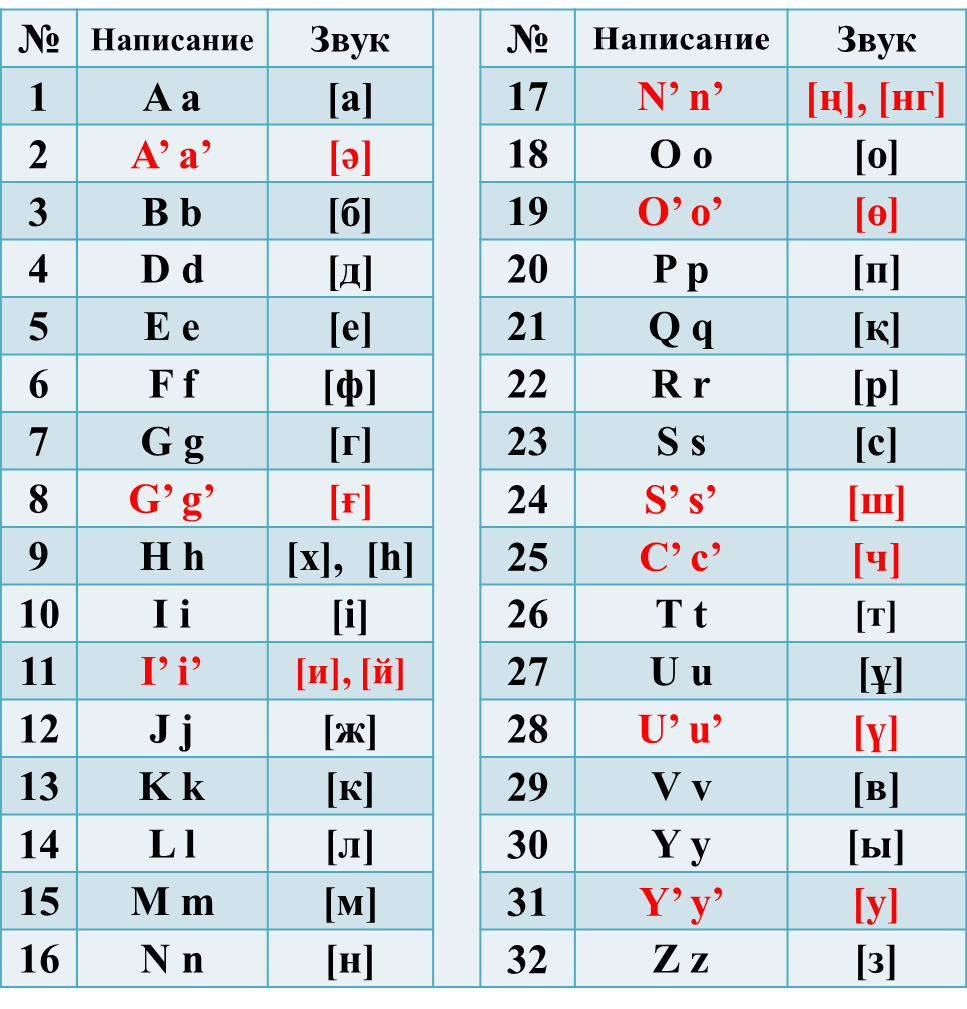
Алфавит казахского языка на латинской графике в версии от 26 октября 2017 года

Утверждённый алфавит казахского языка на латинской графике в версии от 20 февраля 2018 года

Алфавит казахского языка на латинской графике, опубликованный от апреля 2021 года

12 апреля 2017 года президент Республики Казахстан Нурсултан Назарбаев определил, что к концу 2017 года в тесном взаимодействии с учёными и всеми представителями общественности необходимо принять единый стандарт нового казахского алфавита и графики, таким образом инициировал активную фазу отказа от кириллицы и перехода к использованию латиницы. 

### Первоначальная версия латиницы 2017 года
11 сентября 2017 года был представлен проект нового алфавита на латинице. Проект алфавита насчитывал 25 букв и 8 диграфов: A a, Ae ae, B b, C c, Ch ch, D d, E e, F f, G g, Gh gh, H h, I i, J j, K k, L l, M m, N n, Ng ng, O o, Oe oe, P p, Q q, R r, S s, Sh sh, T t, U u, Ue ue, V v, W w, Y y, Z z, Zh zh.

### Указ от 26 октября 2017 года
26 октября 2017 года Нурсултан Назарбаев подписал указ № 569 «О переводе алфавита казахского языка с кириллицы на латинскую графику». В приложении к данному указу приведён утверждённый вариант латинской графики казахского языка. 19 февраля 2018 года в этот указ были внесены изменения в части приложения к нему.
Согласно указу не только был утверждён алфавит казахского языка, основанный на латинской графике, но также правительству Республики Казахстан было поручено образовать Национальную комиссию по переводу алфавита казахского языка на латинскую графику для того, чтобы обеспечить поэтапный перевод алфавита казахского языка на латинскую графику до 2025 года. В переходный период письменность на основе латиницы и на основе кириллицы используется параллельно. К 2022 году начнётся преподавание на латинице в школах с первого класса.
Данный алфавит (в модифицированной версии 2018 года) использовался на юбилейных монетах Казахстана, выпускавшихся с 2019 года, а также ходовых монетах 2020 года выпуска. Несмотря на это, на двух юбилейных монетах 2021 года в честь Года Быка текст был выполнен казахской кириллицей.

### Проект 2019 года
В ноябре 2019 года Институтом языкознания имени Байтурсынова был разработан и представлен на обсуждение новый вариант казахского алфавита на латинской основе: A a, Ä ä, B b, Ç ç, D d, E e, F f, G g, Ğ ğ, H h, İ i, I ı, Y y, J j, K k, Q q, L l, M m, N n, Ŋ ŋ, O o, Ö ö, P p, R r, S s, Ş ş, T t, U u, Ü ü, V v, W w, Z z.

### Проект 2021 года
В январе 2021 года Институтом языкознания имени Байтурсынова был разработан и представлен на обсуждение новый вариант казахского алфавита на латинской основе: A a, Ä ä, B b, D d, E e, F f, G g, Ğ ğ, H h, İ i, I ı, J j, K k, L l, M m, N n, Ŋ ŋ, O o, Ö ö, P p, Q q, R r, S s, Ş ş, T t, U u, Ū ū, Ü ü, V v, Y y, Z z. Поэтапный переход на новый алфавит планируется с 2023 по 2031 год. Данный алфавит также вызвал неоднозначную реакцию в обществе. В апреле 2021 года опубликован законопроект, в котором буква Ŋ ŋ заменена буквой Ñ ñ. Знаки C, X, W используются в иностранных словах на основе цитатного принципа.

### 2022 год: необходимость разработки новой орфографии казахского языка
16 июня 2022 года, выступая на открытии первого Национального Курултая, президент Казахстана Токаев назвал проблему перехода на латиницу «сложным лингвистическим вопросом» и заявил, что «необходимо провести всесторонний, глубокий анализ этого вопроса и принять радикальное решение». Токаев критически отозвался о планах перехода на латиницу простой заменой букв кириллицы на латинские: «нельзя переходить от кириллицы к латинскому алфавиту искусственно, только меняя соответствующие буквы. В противном случае это приведет к большой ошибке». Токаев заявил, что суть реформы должна быть в пересмотре всей орфографии казахского языка, в качестве примера неудачной, по его мнению, орфографии, которая приводит к тому, что «нашим тюркоязычным братьям трудно читать слова, где часто встречается буква „Ы“», Токаев привёл слово «тихий», которое в кириллической записи «тыныштық», а в латинской «tynyştyq». Президент Токаев дал поручение Национальной академии наук Казахстана разработать новую орфографию казахского языка. Токаев заявил, что «Только тогда можно будет говорить о переходе на латиницу. Мы не должны торопиться… Нам не нужна такая поверхностная языковая реформа. Нам нужна настоящая реформа».

## Транслитерация казахского алфавита латиницей
| Сравнительная таблица систем транслитерации казахского алфавита на кириллической графике латиницей | Сравнительная таблица систем транслитерации казахского алфавита на кириллической графике латиницей | Сравнительная таблица систем транслитерации казахского алфавита на кириллической графике латиницей | Сравнительная таблица систем транслитерации казахского алфавита на кириллической графике латиницей | Сравнительная таблица систем транслитерации казахского алфавита на кириллической графике латиницей | Сравнительная таблица систем транслитерации казахского алфавита на кириллической графике латиницей |
| Кириллица | Латиница ГОСТ/ISO (система А)                                                                      | Латиница QazAqparat¹                                                                               | QazaqGrammar                                                                                       | ALA-LC 1997                                                                                        | BGN/PCGN 1979                                                                                      |
| --- | -------------------------------------------------------------------------------------------------- | -------------------------------------------------------------------------------------------------- | -------------------------------------------------------------------------------------------------- | -------------------------------------------------------------------------------------------------- | -------------------------------------------------------------------------------------------------- |
| А а | A a                                                                                                | A a                                                                                                | A a                                                                                                | A a                                                                                                | A a                                                                                                |
| Ә ә | A̋ a̋                                                                                                | Ä ä                                                                                                | Ä ä                                                                                                | Ӑ ӑ                                                                                                | Ä ä                                                                                                |
| Б б | B b                                                                                                | B b                                                                                                | B b                                                                                                | B b                                                                                                | B b                                                                                                |
| В в | V v                                                                                                | V v                                                                                                | V v                                                                                                | V v                                                                                                | V v                                                                                                |
| Г г | G g                                                                                                | G g                                                                                                | G g                                                                                                | G g                                                                                                | G g                                                                                                |
| Ғ ғ | Ġ ġ                                                                                                | Ğ ğ                                                                                                | Ğ ğ                                                                                                | Gh gh                                                                                              | Gh gh                                                                                              |
| Д д | D d                                                                                                | D d                                                                                                | D d                                                                                                | D d                                                                                                | D d                                                                                                |
| Е е | E e                                                                                                | E e                                                                                                | E e                                                                                                | E e                                                                                                | E e                                                                                                |
| Ё ё | Ë ë                                                                                                | Yo yo                                                                                              | | Ëë                                                                                                 | Yo yo                                                                                              |
| Ж ж | Ž ž                                                                                                | J j                                                                                                | J j                                                                                                | Zh zh                                                                                              | Zh zh                                                                                              |
| З з | Z z                                                                                                | Z z                                                                                                | Z z                                                                                                | Z z                                                                                                | Z z                                                                                                |
| И и | I i                                                                                                | Ï ï                                                                                                | iy, ıy, i²                                                                                         | I i                                                                                                | Ī ī                                                                                                |
| Й й | J j                                                                                                | Y y (Ý ý)                                                                                          | Y y                                                                                                | Ĭ ĭ                                                                                                | Y y                                                                                                |
| К к | K k                                                                                                | K k                                                                                                | K k                                                                                                | K k                                                                                                | K k                                                                                                |
| Қ қ | K̦ k̦                                                                                                | Q q                                                                                                | Q q                                                                                                | Q q                                                                                                | Q q                                                                                                |
| Л л | L l                                                                                                | L l                                                                                                | L l                                                                                                | L l                                                                                                | L l                                                                                                |
| М м | M m                                                                                                | M m                                                                                                | M m                                                                                                | M m                                                                                                | M m                                                                                                |
| Н н | N n                                                                                                | N n                                                                                                | N n                                                                                                | N n                                                                                                | N n                                                                                                |
| Ң ң | N̦ n̦                                                                                                | Ñ ñ                                                                                                | Ñ ñ                                                                                                | N͡G n͡g                                                                                              | Ng ng                                                                                              |
| О о | O o                                                                                                | O o                                                                                                | O o                                                                                                | O o                                                                                                | O o                                                                                                |
| Ө ө | Ô ô                                                                                                | Ö ö                                                                                                | Ö ö                                                                                                | Ȯ ȯ                                                                                                | Ö ö                                                                                                |
| П п | P p                                                                                                | P p                                                                                                | P p                                                                                                | P p                                                                                                | P p                                                                                                |
| Р р | R r                                                                                                | R r                                                                                                | R r                                                                                                | R r                                                                                                | R r                                                                                                |
| С с | S s                                                                                                | S s                                                                                                | S s                                                                                                | S s                                                                                                | S s                                                                                                |
| Т т | T t                                                                                                | T t                                                                                                | T t                                                                                                | T t                                                                                                | T t                                                                                                |
| У у | U u                                                                                                | W w                                                                                                | iw, ıw, üw, uw, w, u³                                                                              | U u                                                                                                | Ū ū                                                                                                |
| Ұ ұ | U̇ u̇                                                                                                | U u                                                                                                | U u                                                                                                | Ū ū                                                                                                | U u                                                                                                |
| Ү ү | Ù ù                                                                                                | Ü ü                                                                                                | Ü ü                                                                                                | U̇ u̇                                                                                                | Ü ü                                                                                                |
| Ф ф | F f                                                                                                | F f                                                                                                | F f                                                                                                | F f                                                                                                | F f                                                                                                |
| Х х | H h                                                                                                | X x                                                                                                | H h                                                                                                | Kh kh                                                                                              | Kh kh                                                                                              |
| Һ һ | Ḥ ḥ                                                                                                | H h                                                                                                | | Ḣ ḣ                                                                                                | H h                                                                                                |
| Ц ц | C c                                                                                                | C c                                                                                                | | T͡S t͡s                                                                                              | Ts ts                                                                                              |
| Ч ч | Č č                                                                                                | Ç ç                                                                                                | | Ch ch                                                                                              | Ch ch                                                                                              |
| Ш ш | Š š                                                                                                | Ş ş                                                                                                | C c                                                                                                | Sh sh                                                                                              | Sh sh                                                                                              |
| Щ щ | Ŝ ŝ                                                                                                | Şş şş                                                                                              | | Shch shch                                                                                          | Shch shch                                                                                          |
| Ъ ъ | ʺ                                                                                                  | (ʺ)                                                                                                | | ʺ                                                                                                  | ʺ                                                                                                  |
| Ы ы | Y y                                                                                                | I ı                                                                                                | I ı                                                                                                | Y y                                                                                                | Ɨ ɨ                                                                                                |
| І і | Ì ì                                                                                                | İ i                                                                                                | İ i                                                                                                | Ī ī                                                                                                | I i                                                                                                |
| Ь ь | ʹ                                                                                                  | (ʹ)                                                                                                | | ʹ                                                                                                  | ʹ                                                                                                  |
| Э э | È è                                                                                                | E e (É é)                                                                                          | | Ė ė                                                                                                | Ė ė                                                                                                |
| Ю ю | Û û                                                                                                | Yu yu                                                                                              | | I͡U i͡u                                                                                              | Yu yu                                                                                              |
| Я я | Â â                                                                                                | Ya ya                                                                                              | | I͡A i͡a                                                                                              | Ya ya                                                                                              |
| Примечания: ¹ Факультативные символы в круглых скобках предназначены для взаимно-обратной (более строгой) транслитерации. ² ıy/iy в адаптированных или казахских словах (tıyın, tiyin), i в неадаптированных словах (internet, biznes) ³ uw/üw в первом слоге (tuw, süwret), ıw/iw во втором слоге (barıw, keliw), u в неадаптированных словах (saturn, pluton), w для обозначения фонемы /w/ (awa) | | | | | |

### Латиница ГОСТ
Действующим в Республике Казахстан межгосударственным стандартом ГОСТ 7.79—2000, являющимся аутентичным переводом ISO 9:1995 на русский язык, предусматривается транслитерация по системам А (диакритики) и Б (буквосочетания).
В стандарте имелось указание:

Системы транслитерации с использованием буквосочетаний для неславянских языков должны быть установлены отдельными (национальными) стандартами.
— ГОСТ 7.79—2000
Однако в Казахстане так и не был принят соответствующий национальный стандарт по правилам транслитерации казахского кириллического письма буквами латинского алфавита с использованием буквосочетаний (система Б).

### Латиница QazAqparat
С 2004 года государственное информационное агентство QazAqparat для обеспечения понимания зарубежной диаспорой новостных лент впервые ввело систему транслитерации казахской кириллицы на латиницу на основе проекта Абдуали Кайдара, который, в свою очередь, основывался на проекте ОТА. Использована номенклатура символов, имеющихся в турецкой кодовой странице Windows-1254 (ISO 8859-9). Эта система использовалась по 2018 год. С 2018 года стал использоваться интернет-ресурсами государственных учреждений и организаций новый алфавит на латинской графике.

## Казахско-русская практическая транскрипция
В зависимости от наличия фонетических изменений в казахских топонимах, адаптированных русским языком, можно выделить четыре группы:
1. Первая группа включает топонимы, адаптированные без изменений звукового облика. В эту группу входят топонимы, которые не содержат специфических звуков и поэтому не представляют трудностей для русскоговорящего при произношении и передаче на письме, то есть это казахские географические названия, структура и состав которых позволяет речевому аппарату русскоязычного человека легко воспроизводить их. Например, Атырау, Арал, Абай, Атбасар и т. д.
2. Вторая группа включает топонимы, претерпевшие в процессе адаптации трансформацию фонетического облика. Эта группа представлена названиями, которые содержат в своем составе свойственные только казахскому языку звуки, что обусловливает такой фонетический процесс, как субституция звуков и соответственно их письменная фиксация теми графемами, которые имеются в арсенале русского языка. Например, Каскелен (Қаскелең), Алга (Алға), Шугыла (Шұғыла), Чаганак (Шығанақ), Ачисай (Ащысай), Мангистау (Маңғыстау), Алтынчаганак (Алтыншығанақ) и т. д.
3. Третья группа представляет топонимы, которые подверглись значительным изменениям, тем самым, в искаженной форме функционировали / функционируют в русском языке. Например, Курюк (Құрық), Чердояк (Шірікаяқ), Челкар (Шалқар), Буконь (Бөкен), Икаша (Екіаша), Бурли (Бөрілі) и т. д.

— Мадиева Г. Б., Акшолакова А. Ж. «Казахские онимы в русской речи: адаптация казахских гласных в составе топонимов»
| Правила казахско-русской практической транскрипции | Правила казахско-русской практической транскрипции                                    |
| Казахская кириллица                                | Русская кириллица                                                                     |
| -------------------------------------------------- | ------------------------------------------------------------------------------------- |
| А а                                                | а                                                                                     |
| Ә ә                                                | а                                                                                     |
| Б б                                                | б                                                                                     |
| В в                                                | в казахских словах не встречается                                                     |
| Г г                                                | г                                                                                     |
| Ғ ғ                                                | г                                                                                     |
| Д д                                                | д                                                                                     |
| Е е                                                | е                                                                                     |
| Ё ё                                                | в казахских словах не встречается                                                     |
| Ж ж                                                | ж (в некоторых случаях традиционно дж)                                                |
| З з                                                | з                                                                                     |
| И и                                                | и (традиционно: ши → ший)                                                             |
| Й й                                                | й                                                                                     |
| К к                                                | к                                                                                     |
| Қ қ                                                | к (традиционно: қазақ → казах)                                                        |
| Л л                                                | л (ль в конце слова и перед согласными в словах с гласными переднего ряда көл → коль) |
| М м                                                | м                                                                                     |
| Н н                                                | н                                                                                     |
| Ң ң                                                | н (традиционно: теңіз → тенгиз, Тәңір → Тенгри)                                       |
| О о                                                | о                                                                                     |
| Ө ө                                                | о                                                                                     |
| П п                                                | п                                                                                     |
| Р р                                                | р                                                                                     |
| С с                                                | с                                                                                     |
| Т т                                                | т                                                                                     |
| У у                                                | у                                                                                     |
| Ұ ұ                                                | у                                                                                     |
| Ү ү                                                | у                                                                                     |
| Ф ф                                                | в казахских словах не встречается                                                     |
| Х х                                                | х                                                                                     |
| Һ һ                                                | х                                                                                     |
| Ц ц                                                | в казахских словах не встречается                                                     |
| Ч ч                                                | в казахских словах не встречается                                                     |
| Ш ш                                                | ш (в некоторых случаях традиционно ч Қарашығанақ → Карачаганак)                       |
| Щ щ                                                | щ (в некоторых случаях традиционно ч: Ащысай → Ачисай)                                |
| Ъ ъ                                                | в казахских словах не встречается                                                     |
| Ы ы                                                | ы (опускается после ау; традиционно у в последнем слоге: құдық → кудук)               |
| І і                                                | и (опускается после әу, еу)                                                           |
| Ь ь                                                | в казахских словах не встречается                                                     |
| Э э                                                | в казахских словах не встречается                                                     |
| Ю ю                                                | ю                                                                                     |
| Я я                                                | я                                                                                     |
|                                                    |                                                                                       |

## Пример
Статья 1 «Всеобщей декларации прав человека»:
| Реформированный арабский алфавит с 1912 года | بارلىق ادامدار تۋمىسىنان ازات جانە قادىر-قاسيەتى مەن قۇقىقتارى تەڭ بولىپ دۇنيەگە كەلەدى۔ ادامدارعا اقىل-پاراسات، ار-وجدان بەرىلگەن، سوندىقتان ولار ٴبىر-بىرىمەن تۋىستىق، باۋىرمالدىق قارىم-قاتىناس جاساۋلارى ٴتيىس۔          |
| Латиница Яналиф 1929—1938 годы               | Barlьq adamdar tuvmьsьnan azat çəne qadir-qasijeti men quqьqtarь teꞑ ʙolьp dynijege keledi. Adamdarƣa aqьl-parasat, ar-oçdan ʙerilgen, sondьqtan olar ʙir-ʙirimen tuvьstьq, ʙavьrmaldьq qarьm-qatьnas çasavlarь tijis.       |
| Латиница Яналиф 1938—1940 годы               | Barlьq adamdar tumьsьnan azat çəne qadjr-qasietj men qūqьqtarь teꞑ ʙolьp dyniege keledj. Adamdarƣa aqьl-parasat, ar-oçdan ʙerjlgen, sondьqtan olar ʙjr-ʙjrjmen tuьstьq, ʙauьrmaldьq qarьm-qatьnas çasaularь tijs.            |
| Кириллица с 1940 года                        | Барлық адамдар тумысынан азат және қадір-қасиеті мен құқықтары тең болып дүниеге келеді. Адамдарға ақыл-парасат, ар-ождан берілген, сондықтан олар бір-бірімен туыстық, бауырмалдық қарым-қатынас жасаулары тиіс.            |
| Латиница пиньинь 1964—1984 годы              | Barleⱪ adamdar tuwmesenan azat jənê ⱪadir-ⱪasiyêti mên ⱪuⱪeⱪtare têng bolep düniyêgê kêlêdi. Adamdarƣa aⱪel-parasat, ar-ojdan bêrilgên, sondeⱪtan olar bir-birimên tuwesteⱪ, bawermaldeⱪ ⱪarem-ⱪatenas jasawlare tiyis.      |
| Латиница ГОСТ/ISO (система А)                | Barlyķ adamdar tumysynan azat ža̋ne ķadìr-ķasietì men ķu̇ķyķtary teņ bolyp dùniege keledì. Adamdarġa aķyl-parasat, ar-oždan berìlgen, sondyķtan olar bìr-bìrìmen tuystyķ, bauyrmaldyķ ķarym-ķatynas žasaulary tiìs.            |
| Латиница QazAqparat                          | Barlıq adamdar twmısınan azat jäne qadir-qasïeti men quqıqtarı teñ bolıp dünïege keledi. Adamdarğa aqıl-parasat, ar-ojdan berilgen, sondıqtan olar bir-birimen twıstıq, bawırmaldıq qarım-qatınas jasawları tïis.            |
| Латиница QazaqGrammar                        | Barlıq adamdar tuwmısınan azat jäne qadir-qasiyeti men quqıqtarı teñ bolıp düniyege keledi. Adamdarğa aqıl-parasat, ar-ojdan berilgen, sondıqtan olar bir-birimen tuwıstıq, bawırmaldıq qarım-qatınas jasawları tiyis.       |
| Латиница 2017 год                            | Barlyq adamdar tyʼmysynan azat jaʼne qadіr-qasiʼetі men quqyqtary tenʼ bolyp duʼniʼege keledі. Adamdargʼa aqyl-parasat, ar-ojdan berіlgen, sondyqtan olar bіr-bіrіmen tyʼystyq, bayʼyrmaldyq qarym-qatynas jasayʼlary tiʼіs. |
| Латиница 2018 год                            | Barlyq adamdar týmysynan azat jáne qadіr-qasıetі men quqyqtary teń bolyp dúnıege keledі. Adamdarǵa aqyl-parasat, ar-ojdan berіlgen, sondyqtan olar bіr-bіrіmen týystyq, baýyrmaldyq qarym-qatynas jasaýlary tıіs.            |
| Латиница 2021 год                            | Barlyq adamdar tumysynan azat jäne qadır-qasietı men qūqyqtary teñ bolyp düniege keledı. Adamdarğa aqyl-parasat, ar-ojdan berılgen, sondyqtan olar bır-bırımen tuystyq, bauyrmaldyq qarym-qatynas jasaulary tiıs.            |
| Русский перевод                              | Все люди рождаются свободными и равными в своём достоинстве и правах. Они наделены разумом и совестью и должны поступать в отношении друг друга в духе братства.                                                             |

### Комментарии
1. ↑  Письменность, использующая кириллицу, называется кирилловской[1].
2. ↑  Ирредента — часть этноса, компактно проживающая на сопредельной территории другой страны или территориях третьих стран, имеющая географическую связь с основной частью ареала этноса, которая не прерывается иноэтническим ареалом.
3. ↑  На территории аймака Баян-Улгий в Монголии.
4. ↑  Алфавит казахского языка на латинской графике утверждён Указом президента Республики Казахстан «О переводе алфавита казахского языка с кириллицы на латинскую графику» № 569 от 26 октября 2017 года. Вступил в силу с момента опубликования 27 октября 2017 года. 19 февраля 2018 года в этот указ были внесены изменения в части алфавита (буквы с апострофами заменены на буквы с акутами).
5. 1 2 3 4 5 6  Поскольку в Юникоде отсутствует латинская буква I с полуовалом, везде в текстах и таблицах применяется кириллическая буква Ьь, графически совпадающая с указанной латинской.
6. ↑  Версия на базе турецкого алфавита, подобная версии QazAqparat, неофициально использовалась казахской диаспорой в Турции. Также казахской диаспорой применялись суррогатные латиницы на базе диграфов в Германии, США и других западных странах.
7. ↑  На населённых казахами территориях Или-Казахского автономного округа, Моры-Казахского автономного уезда Чанцзи-Хуэйского автономного округа, Баркёль-Казахского автономного уезда округа Хами в Синьцзян-Уйгурском автономном районе, Аксай-Казахского автономного уезда городского округа Цзюцюань в провинции Ганьсу, а также в провинции Цинхай в КНР.
8. ↑  Здесь приведены только те строки кодовой таблицы, которые отличаются от Windows-1251.
9. ↑  На казахской машинописной раскладке отсутствовали заглавные буквы Ң, Һ, Щ (в начале слов не встречающиеся) и буква Ю (которая заменялась сочетанием ІО).
10. ↑  Возможностями, даваемыми немыми клавишами, как и дополнительными регистрами Alt Gr и SGCAP (⇪ Caps Lock, ⇪ Caps Lock+⇧ Shift), как для болгарской, чешской и т. п. раскладок, так и не воспользовались. Подробнее см. Keyboard layouts with dead keys, Keyboard layouts with locale flags и Keyboard layouts with SGCAPS keys.
11. ↑  В проекте Правил содержалось предложение, из окончательной версии почему-то выпавшее: удвоенное цц обозначается буквочетанием ts — pitsa, Nitsa.
12. ↑  Однако, приведённые далее официальные примеры для конечной p противоречат этому правилу, см. пример: arhetip — arhetipı, где аффикс ı является переднерядным.
13. ↑  Система А — строгая транслитерация, когда каждой букве расширенной кириллицы соответствует только один знак расширенной латиницы или спецсимвол. Иначе называется научной транслитерацией.